# 杨耕田

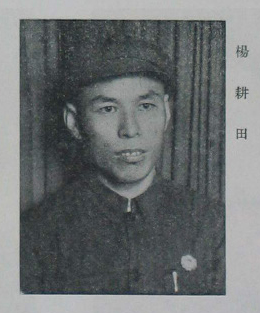

杨耕田（1913年—1952年10月8日），原名牛凤林，男，直隶（今河北）阜平人，中国共产党及中华人民共和国官员。

## 生平
1913年，杨耕田生于阜平县西庄村一个雇农家庭。父亲和哥哥都给地主当长工。杨耕田幼年入学，父母和哥哥做工挣钱供他读书。1925年，12岁的杨耕田考入阜平县立第一高级小学。1927年，高小毕业去考保定师范，报名4000人中仅录取150名，杨耕田因没钱打通关节而未被录取，遂而辍学回家劳动并自学。1928年，15岁的杨耕田加入农民协会，担任委员。1930年，被录用为小学教员，到马驹石村教书。教学之余，常去县城里的乡村师范学校，与中共党员李心仁、王宗良、王德谦等见面，从他们处借阅左翼书刊，阅读马列主义著作。1932年，杨耕田经王德谦介绍，加入中国共产党。
此后他利用教员职业为掩护，秘密发展中共党员。1932年秋末，他和中共党员王世煜等在柳峪村成立党支部，1933年，阜平县成立了中共特别支部，柳峪村党支部升格为区委，杨耕田任区委书记。任内首先开展政治攻势，到各村书写宣传共产主义的标语，散发传单和小册子。他还编写了宣传团结斗争的歌曲。
1933年秋末，杨耕田组织领导了阜平县的反官盐店斗争。另外还曾领导反“屠宰税”斗争，反地主用大斗收租的“抗租斗争”、反“斗行撤合儿”（斗行将粮食倒进买粮人的口袋时，盗撤斗中的部分粮食）斗争。每次斗争都取得了胜利。杨耕田还领导开展了反对封建礼教、破除迷信的活动。
1934年4月30日，中共阜平县党组织遭破坏，杨耕田的中共党员身份暴露，遭到搜捕。杨耕田及时逃脱。中共党组织决定让他暂离阜平去绥远。1934年6月间，他从绥远秘密回到阜平县。当时白色恐怖很严重，国民党当局在阜平县实行保甲制，每日派特务抓捕中共党员和革命人士。杨耕田在柳峪村主持召开区委会议，会议对中共党组织的工作提出“稳定人心，巩固组织，坚定信念，保存实力，提高警惕，等待时机”的方针，并决定区委成员到各村工作，身份已暴露的党员迅速转移，未暴露的要隐蔽并暂停活动；外出的党员到哪里就在哪里开展革命活动。会后，因仍遭搜捕，经中共党组织批准，杨耕田抛妻别家，再次去绥远，并将原名牛凤林改成杨耕田。在绥远，杨耕田在乌兰花（地名）继续发展中共党员。1936年冬，杨耕田参加了傅作义部的绥东抗战。
1937年抗日战争全面爆发后，中国共产党、八路军在阜平县成立了抗日民主政府。杨耕田随即回到阜平县，找到中共党组织恢复组织关系，被分配到阜平县农民抗日救国会工作。1938年1月，晋察冀边区军政民代表大会在阜平县举行，杨耕田作为阜平县代表出席。会后，杨耕田按照上级指示，负责筹备晋察冀边区农民抗日救国会。1938年3月，晋察冀边区第一次农民代表大会在阜平县举行，大会作出“发动农民积极参加抗战，认真改善农民生活”的决议，杨耕田当选为晋察冀边区农民抗日救国会主任。会后，杨耕田率工作团到五台县发动农民参加抗战，改善农民生活，推进了晋察冀边区农民运动。
1943年，为在战争形势下加强党对群众团体的一元化领导，北岳区“抗联会”与冀中区各个抗日群众团体合并，成立了晋察冀边区各界人民抗日救国联合会，杨耕田当选为主任。抗联会里除旧有组织之外，还增加了回民建国会，另有群众剧社及日后的西北战地文工团，共八九个团体合在一处。在杨耕田领导下，每个部门都充分发挥了作用。
杨耕田领导晋察冀边区农民开展减租减息。他曾多次冒险穿越敌人岗楼及封锁线，到各地召开座谈会、个别访问，了解群众疾苦及减租减息运动开展情况。1940年9月，杨耕田率晋察冀边区群众团体代表到唐县军城参加白求恩墓落成典礼，虽然仅住两晚，但他仍抽空到军城附近的稻园村多次召开基层群众团体干部座谈会，了解减租减息情况。1943年，地主阶级向农民反攻，杨耕田到平山县领导农民召开斗争大会，打垮了地主阶级的反攻。经杨耕田努力，晋察冀边区减租减息运动顺利开展。
杨耕田关心农民发展生产。1939年夏，晋察冀边区洪灾，杨耕田召集驻地阜平县雁头村附近的农民代表开调查研究会，研究抗灾措施，很快发动群众恢复了生产。1942年，因敌人封锁和“扫荡”，根据地遭严重灾荒，为救活农民，杨耕田到第四专区帮助开展生产自救。杨耕田还组织农救会干部摸索组织农民生产的经验。杨耕田领导的晋察冀边区生产运动，解决了战争时期农村劳动力不足的问题，保持了晋察冀边区农业的生产水平。
1944年10月，中央决定成立冀晋区，杨耕田调任冀晋区行政公署主任。抗日战争胜利后的1945年秋，杨耕田在冀晋区参与领导了收复失地并扩大解放区、地方支前、恢复生产、改善群众生活等项工作。1946年第二次国共内战爆发，蒋介石进攻解放区，中共党政机关战略转移，从城市撤往山区农村。1947年11月，中共晋察冀中央局、晋察冀边区行政委员会决定把冀晋区与察哈尔省合并为北岳区，杨耕田任北岳区党委副书记兼组织部长，不久继任北岳区党委书记。1949年1月，根据中共中央指示，冀热察区、北岳区合并重建为察哈尔省。杨耕田任中共察哈尔省委书记兼察哈尔军区政治委员。任内推行土地改革，建党建政，扩大武装，发展工农业生产，支援全国解放战争。
1949年，杨耕田作为解放区农民代表参加了新政治协商会议筹备会，9月出席中国人民政治协商会议第一届全体会议。中华人民共和国成立后，杨耕田继续任中共察哈尔省委书记、察哈尔军区政治委员，后来还当选为察哈尔省各界人民代表会议协商委员会主席。杨耕田用许多时间在工矿企业、农村调查研究，亲自组织了全省职工代表会议，组织职工制订恢复生产的计划。1950年，在经济改组中，他亲自解决了失业工人转业、就业、救济问题。在国营工矿企业中及时调整工资，实行劳动保险条例，兴办合作社，开展业余学习等。组织工会，开展民主改革运动。经杨耕田努力，受战争破坏严重的工矿企业迅速恢复了生产，民国时期失业的工人逐步复工。杨耕田首先提倡在张家口市、宣化县、大同市为职工建疗养院。
因长期操劳，杨耕田患班替氏综合征，抱病工作。1951年6月，病情发展到班替氏第二期，已有腹水（实际已到第三期）。1952年1月，察哈尔省人民政府主席张苏调到中共中央华北局工作，杨耕田兼任察哈尔省人民政府主席职务，还兼任察哈尔省人民政府财政经济委员会主任。他仍然常到专区、市、县、村调查研究，做报告、写文章，指导全省工业增产节约、农业丰产竞赛活动。察哈尔省粮食产量向来很低，1952年春耕播种期间，杨耕田带病到雁北地区的阳高县、怀仁县等县和察北地区农村调查研究，推动春耕播种。回到省委机关后，他给中共中央华北局写了《关于开展农业丰产运动中的几个问题》的报告。1952年4月中旬，他视察了官厅水库，并到大同煤矿深入井下视察。1952年5月召开全省工业劳动模范代表会议时，杨耕田病情已很重，仍带病在大会上作报告，以推动在6月开展全省范围内的爱国增产节约竞赛运动。1952年5月，经上级党组织批准，杨耕田去北京医院治疗。住院后，抽空赶回察哈尔省，在察哈尔省各界人民代表会议协商委员会第六次扩大会议上作了关于“五反”问题的报告。住院期间，他仍然在工作和学习。
1952年10月8日，杨耕田在北京医院逝世，年仅39岁。10月8日，华北区成立“杨耕田同志治丧委员会”，成员为：薄一波、聂荣臻、刘澜涛、王从吾、李葆华、刘秀峰、林铁、张苏、胡锡奎、唐延杰、王平、刘杰、张林池、李耕涛、陈守中、荀昌五、许世平、田秀涓、王文兴、姜占春、杨士杰、孙敬文、李济寰、呂復、石志本、胡开明、李杰三、孙明、王梦龄、梁正中、张献金、朱卫华、邢予洪、赵子谦、郑季翘。中央人民政府委员会、中央人民政府政务院、中共中央华北局及周恩来、林伯渠、吴玉章、彭真、薄一波、乌兰夫等领导送了花圈。中共中央组织部、中共中央华北局、华北行政委员会全体，有关省、自治区、直辖市及薄一波、聂荣臻、刘澜涛、王从吾、刘秀峰、张磐石、聂真、平杰三、侯维煜、陈鹏、张苏、于力等送来挽联、挽词。1952年10月10日，华北区“杨耕田同志治丧委员会”在北京嘉兴寺殡仪馆举行追悼会。会后，由中共中央华北局薄一波、聂荣臻、刘澜涛及察哈尔省杨士杰、李济寰、石志本、胡开明等亲自执绋起灵，于1952年10月10日安葬在北京市八宝山革命公墓。

## 家庭
- 妻：王春平（1920年一1994年）河北曲阳人。北京市政协常委，全国妇联第四届执行委员。